# 道と川の駅花ロードえにわ
道と川の駅花ロードえにわ（みちとかわのえき はなロードえにわ）は、北海道恵庭市にある国道36号（恵庭バイパス）の道の駅である。国道と漁川の交点に位置していることから河川緑地と一体的な整備を進めてきたほか、花の拠点「はなふる」を構成する施設となっている。

## 沿革
- 2005年（平成17年）：道の駅登録。
- 2006年（平成18年）：「道と川の駅花ロードえにわ」（地域交流センター）オープン。
- 2007年（平成19年）：農畜産物直売所「かのな（花野菜）」（多目的交流物産館）、多目的広場、ウォーターガーデンオープン。
- 2019年（平成31年・令和元年）：道の駅の指定管理者がデリシャスとなる。改装工事に伴い一時休館。
- 2020年（令和02年）：花ロードえにわがリニューアルオープン[5]。農産物直売所「かのな」が移転新築してオープン[6]。花の拠点「はなふる」オープン[7]。

## 施設
- 駐車場
  - 普通車：46台
  - 大型車：16台
  - 身障者用：3台
- トイレ
  - 男：大 4器（4器）、小 7器（7器）
  - 女：11器（11器）
  - 身障者用：1器（1器） センター内：1器（0器） オストメイト対応トイレ 2器（1器）

※（）内は24時間使用可能
- 公衆電話
- AED
- フードコーナー
- ベーカリーコーナー
- お土産コーナー
- コスメ雑貨コーナー
- 情報コーナー
- TEAスタンド
- コンサバトリー
- 恵庭農畜産物直売所「かのな」

## アクセス
国道36号（恵庭バイパス）沿いに位置している。
- えにわコミュニティバス「はなふる」停留所下車